# Christopher Chapman
Christopher Chapman (* 24. Januar 1927 in Toronto; † 24. Oktober 2015 in Uxbridge, Ontario, Kanada) war ein kanadischer Filmregisseur, Kameramann und Spezialeffektkünstler. Er wurde bei der Oscarverleihung 1968 für seinen Kurzfilm A Place to Stand mit einem Oscar ausgezeichnet.

## Leben
Chapman und sein Zwillingsbruder Francis, sowie ihre vier zuvor geborenen Geschwister, waren die Söhne des angesehenen Architekten Alfred Hirschfelder Chapman (Chapman and Oxley) und der Konzertpianistin Doris Chapman. Anfang der 1950er-Jahre war Chapman für circa ein Jahr in England, wo er Autos für die Ford Motor Company entwarf. Nachdem er wieder in Kanada war begann er damit, Filme zu drehen.
Chapman drehte 1954 seinen ersten Dokumentar-Kurzfilm The Seasons, in dem er die wechselnden Jahreszeiten in einem kleinen Teil Ontarios festhielt. Er führte Regie, produzierte, bediente die Kamera und schnitt diesen Film selbst. Bei den kanadischen Film Awards (CFA) wurde The Season als Film des Jahres ausgezeichnet. Bei seinem 1964 entstandenen Film The Persistent Seed verwendete Chapman visuelle und natürliche Klänge und ließ den Film unkommentiert, um zu zeigen, wie die Naturkräfte sich gegen Zement, Dynamit und Bulldozer selbst in ausgedehnten Stadtgebieten zur Wehr setzen. Für seinen mit einem Oscar gekrönten Kurzfilm A Place to Stand aus dem Jahr 1967, der für den Ontario-Pavillon zur Expo 67 in Montreal entstanden war, benutzte er erstmals die sogenannte „multi-dynamic image technique“, bei der verschiedene Aufnahmen gleichzeitig auf einem Bildschirm abgespielt werden konnten, wobei im Film zum Teil gleiche Szenen aus unterschiedlichen Perspektiven parallel gezeigt werden. Dadurch konnte Material von einer Länge von rund 90 Minuten zu 18 Minuten zusammengefasst werden – der Beginn der IMAX-Technologie. Der Film spielt in Ontario in Kanada und zeigt Bilder der dort lebenden und arbeitenden Menschen und die Vielfalt ihrer Aktivitäten sowohl im Berufsleben als auch im Umgang mit der Familie und während ihrer Freizeit. Neben dem Oscar in der Kategorie „Bester Kurzfilm“ erhielt A Place to Stand auch eine Oscarnominierung in der Kategorie „Bester Dokumentar-Kurzfilm“ sowie diverse weitere Auszeichnungen. Die vorgenannte Technik inspirierte auch die Eröffnungsszene des Heist-Movies Thomas Crown ist nicht zu fassen (1968) mit Steve McQueen, der ein Freund Chapmans wurde, sowie des Kriminalfilms Der Frauenmörder von Boston (1968) und des Katastrophenfilms Airport (1970).
Bei dem 1981 erschienenen Filmdrama Kelly, in dem ein junges Mädchen, das vielfältige Probleme sowohl in der Schule als auch zu Hause hat und beschließt wegzulaufen, um bei seinem Vater in der Wildnis zu leben, führte Chapman Regie. Der Film warb seinerzeit mit dem Slogan: „Sie war ein hartes Kind aus der Stadt. Es brauchte Alaskas Wildnis, um sie zu zähmen.“
Chapman drehte im Laufe seiner Karriere neben Kino- und Fernsehfilmen etliche Filme für die staatliche Filmbehörde National Film Board of Canada, Tourismusorganisationen, Wissenschaftszentren und internationale Ausstellungen.
1987 wurde er in den Beirat der Order of Canada berufen und im Jahr 2000 mit dem Doktortitel der Ryerson University geehrt. Außerdem war er Präsident der Royal Canadian Academy of Arts sowie der Directors Guild of Canada. Zudem war er Mitglied des Arts and Letters Club of Toronto.
Christopher Chapman war in erster Ehe ab 1952 mit Aljean Pert verheiratet, die neun Jahre später einer Herzkrankheit erlag. Aus der Ehe ging ein Sohn hervor. Ab 1974 bis zu seinem Tod war er mit Barbara Glen Chapman (geborene Kennedy) verheiratet. Christopher Chapman starb im Alter von 88 Jahren in einer Langzeitpflegeeinrichtung in Uxbridge.

## Filmografie (Auswahl)
- 1954: The Seasons (Dokumentar-Kurzfilm) – Regie, Produktion, Kamera, Schnitt
- 1958: Quetico (Dokumentar-Kurzfilm) – Regie, Produktion, Schnitt
- 1962: Saguenay (Dokumentarfilm) – Regie
- 1963: The Enduring Wilderness (Kurzdokumentation) – Kamera
- 1963: Lewis Mumford on the City, Teil 1 bis 3 (Dokumentar-Kurzfilm) – Regie, Kamera
- 1964: The Persistent Seed (Dokumentar-Kurzfilm) – Regie, Kamera, Schnitt
- 1964: Magic Molecule (Dokumentar-Kurzfilm) – Regie, Kamera
- 1967: A Place to Stand (Dokumentar-Kurzfilm) – Regie, Kamera, Produzent, Schnitt
- 1968: Thomas Crown ist nicht zu fassen (The Thomas Crown Affair) – Spezialeffekte
- 1968: Der Frauenmörder von Boston (The Boston Strangler) – Spezialeffekte
- 1969, 1970: Drei Mädchen und drei Jungen (The Brady Bunch) – Serie, 25 Folgen, Spezialeffekte
- 1970: Airport – Spezialeffekte
- 1971–1975: MisteRogers’ Neighborhood – Serie, 32 Folgen, verschiedene Funktionen
- 1973: Volcano
- 1973: Toronto the Good
- 1976: A Sense of Humus (Dokumentar-Kurzfilm) – Regie, Kamera, Schnitt
- 1980: Saskatchewan: Land Alive
- 1981: Kelly – Regie

## Auszeichnungen (Auswahl)
Canadian Film Awards
- 1954: The Seasons, Auszeichnung als „Film des Jahres“
- 1968: A Place to Stand, Auszeichnung als „Film des Jahres“

Oscarverleihung 1968
- Oscar für A Place to Stand in der Kategorie „Bester Kurzfilm“ (Live Action)
Oscarnominierung für A Place to Stand in der Kategorie „Bester Dokumentar-Kurzfilm“

Chicago International Film Festival
- 1967: A Place to Stand, Auszeichnung mit dem Gold Hugo in der Kategorie „Bester Kurzfilm“